# 5649 Donnashirley
5649 Donnashirley è un asteroide della fascia principale. Scoperto nel 1990, presenta un'orbita caratterizzata da un semiasse maggiore pari a 2,2813269 au e da un'eccentricità di 0,3363380, inclinata di 21,72203° rispetto all'eclittica.
L'asteroide è dedicato alla statunitense Donna Shirley, responsabile alla NASA per varie missioni tra cui la sonda Mariner 10, l'orbiter Cassini e il rover Sojourner.